# Astrid S
Pour les articles homonymes, voir Astrid Stückelberger.
Astrid Smeplass, née le 29 octobre 1996, connue sous le nom de scène Astrid S, est une auteure-compositrice-interprète norvégienne.

## Biographie
Astrid grandit dans le petit village de Berkåk dans la commune de Rennebu en Norvège. Elle a commencé à jouer du piano à 6 ans et a commencé à chanter et écrire des chansons quand elle était une jeune adolescente. Elle emménage à Oslo à 16 ans pour poursuivre son rêve de vivre de la musique.
En 2013, elle participe à la version norvégienne de Pop Idol. La même année, elle sort son premier single, Shattered sous le nom d'Astrid Smeplass. Il est certifié disque d'or. La même année, elle reprend Undressed de Kim Cesarion avec Julie Bergan. À 18 ans, elle sort un deuxième single 2AM.
Elle possède une certaine notoriété à l'international grâce à son premier EP Astrid S et pour avoir fait la première partie de la tournée européenne et américaine de Troye Sivan en 2016, la même année elle collabore avec le chanteur italien Tananai pour enregistrer un remix de la chanson "Hurts So Good".
Le single issu de l'EP Hurts So Good a dépassé les 120 millions d'écoutes sur Spotify. À la suite de tous ces succès, elle a enchaîné des collaborations avec Shawn Mendes, Avicii ou encore Matoma.
Elle a également fait une première tournée européenne à l'automne 2016.
Début 2017, elle sort deux nouvelles chansons : Breathe et Bloodstream, précédant la sortie de son second EP courant juin 2017 nommé Party's Over. Dans l'une des chansons, elle annonce alors le Party's Over World Tour.
Elle a aussi joué dans la saison 2 de la série norvégienne à succès Skam.
Son premier album, composé de dix titres et intitulé Leave it Beautiful, est sorti le 16 octobre 2020.
Elle collabore en 2022 au nouveau projet de Royksopp Profound Mysteries.